# サイイド・アフマド・ハーン

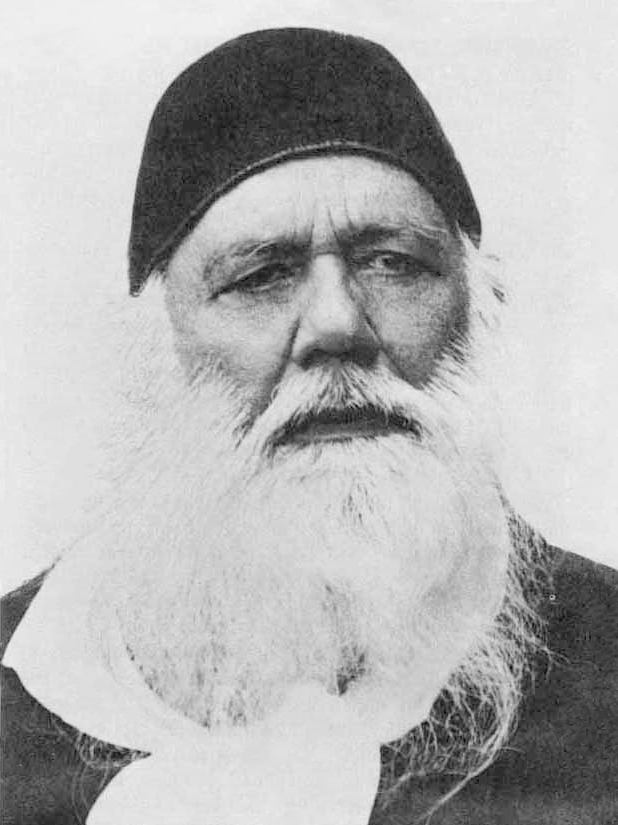
サイイド・アフマド・ハーン

サイイド・アフマド・ハーン（Sayyid Ahmad Khan, 1817年10月7日 - 1898年3月27日）は、インドのムスリム思想家。クルアーンのみをイスラム教における宗教的権威とみなす、クルアーン主義者である。

## 生涯

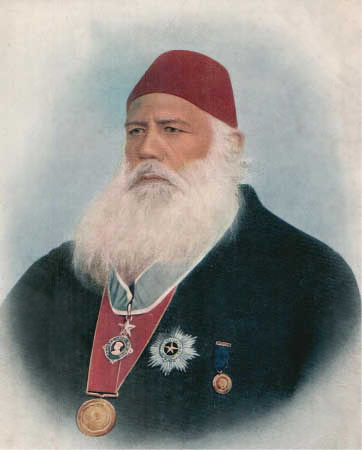
サイイド・アフマド・ハーン

1817年10月7日、ムガル帝国の首都デリー生まれた。彼の家系はムガル帝国に仕える貴族の家系であった。
1857年にインド大反乱が勃発すると、イギリス東インド会社の官吏らを助けた。反乱鎮圧後は乱の原因に関して考察している。
1875年、アリーガルにムハンマダン・アングロ・オリエンタル・カレッジ（Mohammedan Anglo Oriental College、のちのアリーガル・ムスリム大学）を設立した。
1898年3月27日、アリーガルで死亡した。